# Very Early
Very Early är ett musikalbum från 1987 av Bobo Stenson Trio. Albumet återutgavs på cd 1997 med tre tidigare ej utgivna bonusspår.

## Låtlista
1. Moon and Sand (Alec Wilder) – 6:22
2. Some Other Spring (Arthur Herzog Jr/Irene Kitchings) – 7:44
3. Very Early (Bill Evans) – 7:09
4. Autumn in New York (Vernon Duke) – 7:09
5. Coming on the Bike (Bobo Stenson) – 8:20
6. Pavane (Gabriel Fauré) – 4:58
7. Satellite (John Coltrane) – 6:44
8. Sorg (Anders Jormin) – 7:21
9. Ramblin' (Ornette Coleman) – 4:42

Spår 6–8 är bonusspår på cd-utgåvan från 1997.

## Medverkande
- Bobo Stenson – piano
- Anders Jormin – bas
- Rune Carlsson – trummor